# Herr Bergmann
Herr Bergmann (auch Tim Bergmann; * 11. Juli 1989) ist ein deutscher Webvideoproduzent, Regisseur und Drehbuchautor. Er ist Betreiber eines gleichnamigen YouTube-Kanals und eines Twitch-Kanals. Bekanntheit erlangte er mit seinen Let’s Plays und Machinima-Kurzfilmen zum Spiel Minecraft.

## Leben
Herr Bergmann stammt aus Niedersachsen, er bezeichnet Buchholz in der Nordheide als seine „alte Heimat“ und gibt an, in Steinbeck die Grundschule besucht zu haben. Herr Bergmann hat laut eigenen Angaben einen Bruder.
Seinen ersten YouTube-Kanal gründete er am 27. Januar 2013. Sein erstes Video trug den Titel Hej!. Im Februar 2014 erreichte der Kanal Herr Bergmann 100.000 Abonnenten, Anfang Januar 2015 hatte er 500.000 und im August des folgenden Jahres 1.000.000 Abonnenten erreicht.
Vor seiner Tätigkeit als Webvideoproduzent arbeitete er in verschiedenen Mini-Jobs, zuletzt dann Vollzeit in einer Werbeagentur.

## Medialer Auftritt
Herr Bergmann veröffentlicht auf seinem YouTube-Kanal Machinima-Kurzfilme, Roleplay-Projekte und Let’s Plays, insbesondere zu den Spielen Minecraft und Grand Theft Auto V. Auf seinem Twitch-Kanal streamt er auch ein breiteres Spektrum an Spielen.

### Machinima-Kurzfilme
Bekanntheit erlangte Herr Bergmann auf YouTube unter anderem mit seinen ersten Machinima-Kurzfilmen Bergmann und Bergmann Rises. Diese und weitere Kurzfilme wurden in der Game-Engine von Minecraft gedreht. Mit DeLorean Zeitmaschine folgte 2017 erstmals ein im Videospiel Grand Theft Auto V produzierter Machinima-Kurzfilm.
Für seinen YouTube-Kanal und seine Minecraft-Machinimas Adventskalender 2013, Pineapple Bay und Berg Wars wurde Herr Bergmann mehrfach für den Webvideopreis Deutschland nominiert.
2014 produzierte er im Rahmen der Aktion „25 Jahre Mauerfall“ der Bundeszentrale für politische Bildung den Minecraft-Machinima-Kurzfilm Der Mauerfall. Diese Produktion soll laut bpb junge Menschen mit wenig persönlichen Bezügen zur Deutschen Wiedervereinigung dazu bewegen, sich mit unterschiedlichen Geschichtserzählungen auseinanderzusetzen.
In Zusammenarbeit mit dem öffentlich-rechtlichen Medienangebot Funk veröffentlichte Herr Bergmann im November 2017 die Webserie Antarktika, bei der er Regie, Kamera und Schnitt führte und eine Rolle als Sprecher übernahm. Die in Minecraft gedrehte Comedy-Mystery-Serie umfasst 12 Episoden und gewann mehrere Auszeichnungen.

### Boah Bergmann!
Von November 2018 bis Februar 2019 schrieb und produzierte Herr Bergmann im Auftrag von Funk und in Zusammenarbeit mit Network Movie die Webserie Boah Bergmann!, in der er auch Regie und Schnitt führte und als Darsteller auftrat. Die Produktion besteht aus mehreren Kurzfilmen und Comedy-Clips, welche auf dem gleichnamigen YouTube-Kanal veröffentlicht wurden.

### Bergstürmer
Zusammen mit Herr Bergmann betrieb das Multi-Channel-Network Endemol Beyond von Februar bis November 2015 die Studioproduktion Bergstürmer (bis März 2015 unter dem Namen Gipfelstürmer) auf dem YouTube-Kanal Legends of Gaming Germany. In den 26 Folgen der Gaming-Show moderierte Herr Bergmann, während das Spielgeschehen vom Let’s Player Sturmwaffel kommentiert wurde.
In der Show wurde ausgewählten Zuschauern die Möglichkeit gegeben, in verschiedenen Spielen gegen Herr Bergmann anzutreten und Sachpreise zu gewinnen. Diese Spiele bestanden anfangs aus Minecraft-Spielmodi, wie Herr Bergmann sie auch auf seinem eigenen Kanal präsentiert, später kamen aber auch andere Videospiel-Challenges hinzu. Außerdem gab es sogenannte Real-Life-Challenges, wie zum Beispiel Jenga oder Schere, Stein, Papier. In jeder Folge traten die beiden Spieler in vier unterschiedlichen Disziplinen aus beiden Kategorien gegeneinander an. Sollte am Ende kein Sieger feststehen, fand das Finale in einer Runde des Minecraft-Spielmodus Bedwars statt.

### Roleplay-Projekte
Neben Minecraft-Kurzfilmen veröffentlichte Herr Bergmann mit anderen YouTubern auch Videos von Online-Roleplay-Projekten zum Spiel Minecraft. Zu den bekanntesten Reihen gehört Leben, Desperado, Die Insel und Sky. Die Handlungen sind dabei improvisiert und folgen keinem vorgefertigten Skript.
Herr Bergmann überträgt auch Livestreams auf Twitch, in denen er seit Anfang 2020 unter anderem ein Server-Rollenspiel in GTA Online spielt, auf dessen Handlung seine 2-teilige Machinima Der Taxi Driver basiert.

### Podcasts
Vom 25. März 2020 bis zum 11. Oktober 2020 betrieb Herr Bergmann zusammen mit Paluten den wöchentlichen Podcast „Plötzlich Schwanger“. Der Name des Podcasts entstammt dabei einem Zuschauervorschlag, den er in einem Livestream auf seinem Twitch-Kanal erhielt.
Vom 4. April 2022 bis zum 25. März 2024 betrieb er zusammen mit Felix von der Laden den wöchentlichen Podcast „Gemütlich Nachsitzen“. Der Name des Podcasts spielt hierbei auf ältere Kurzfilme von Herr Bergmann an, in denen von der Laden seinen Schüler spielte. Der Podcast endete am 25. März 2024 mit der Folge „Die letzte Folge“, wobei am 24. März 2025 anlässlich des einjährigen Podcast-Endes eine weitere Folge mit dem Titel „Klassenfahrt nach Japan“ erschien.

## Filmografie

### Kurzfilme
- 2013: Bergmann[14]
- 2014: Bergmann Rises[15]
- 2014: Der Tag, an dem der Bart verschwand[16]
- 2014: Minecraft Varo – Offizieller Trailer[17]
- 2014: Agenten, Gangster und ’ne Katze[18]
- 2014: Der Mauerfall[19] (in Zusammenarbeit mit der bpb)[6]
- 2015: Star Wars Episode 7 Trailer in Minecraft[20][21]
- 2016: Mein Webvideopreis[22]
- 2016: Jäger der verlorenen Handys[23] (in Zusammenarbeit mit deine-chemie.de)
- 2016: Shrinkberg[24] (in Zusammenarbeit mit deine-chemie.de)
- 2017: Der Zeitdieb[25] (in Zusammenarbeit mit der Deutschen Bahn)
- 2017: DeLorean Zeitmaschine[5]
- 2017: Berg Wars[26]
- 2018: Bergrunner – Jäger der verlorenen Handys 2[27]
- 2018: Wo ist Bergmann?[28] (Regie, Drehbuch, Schnitt, Darsteller und Produzent; in Zusammenarbeit mit Network Movie)
- 2018: Wie Bergmann 100.000 € verlor …[29] (Regie, Drehbuch, Schnitt, Darsteller und Produzent; in Zusammenarbeit mit Network Movie)
- 2018: Bergmann trifft sich mit der Mafia[30] (Regie, Drehbuch, Schnitt, Darsteller und Produzent; in Zusammenarbeit mit Network Movie)
- 2018: Smith & Wesson II – Diagnose Overkill[31] (Regie, Drehbuch, Schnitt, Darsteller und Produzent; in Zusammenarbeit mit Network Movie)
- 2019: Red Dead Bergmann[32] (Regie, Drehbuch, Schnitt, Darsteller und Produzent; in Zusammenarbeit mit Network Movie)
- 2024: Herr Bergmanns Rotkäppchen[33] (Regie; in Zusammenarbeit mit ZDFneo)

### Kurzfilmserien
- 2013: Adventskalender 2013: Weihnachtsfilm[34]
- 2014: Pineapple Bay[35]
- 2014: Adventskalender 2014: Weihnachtsfilm[36]
- 2017: Antarktika (Regie, Kamera und Schnitt; in Zusammenarbeit mit Funk)[1]
- 2020: Der Taxi Driver[37]
- 2020: RolePlay des Tages (Plötzlich Schwanger)[38]
- 2020: Captain Pineapple (Adventskalender 2020)[39]

## Auszeichnungen und Nominierungen
Webvideopreis Deutschland
- 2014: Nominierung in der Kategorie AAA für Adventskalender 2013: Weihnachtsfilm[40]
- 2015: Nominierung in der Kategorie Gaming für Pineapple Bay[41]
- 2016: Nominierung in der Kategorie Gaming für den YouTube-Kanal Herr Bergmann[42]
- 2017: Nominierung in der Kategorie Animation für Berg Wars[43]

Seoul Webfest
- 2018: Auszeichnung in der Kategorie Best Animation Series für Antarktika[44]

Webfest Berlin
- 2018: Auszeichnung in der Kategorie Best German Series für Antarktika[45]

Bilbao Seriesland
- 2018: Auszeichnung in der Kategorie Original Amets für Antarktika[46]

Die Seriale
- 2019: Nominierung in der Kategorie Best Animation für Antarktika[47]

New Jersey Web Festival
- 2019: Nominierung in der Kategorie Outstanding Animation Series für Antarktika[48]